# NGC 3601
NGC 3601 este o intermediate spiral galaxy⁠(d) situată în constelația Leul. A fost descoperită în 22 martie 1865 de către Albert Marth.